# Ética aplicada
A ética aplicada é o ramo da ética preocupado com a análise de questões morais particulares na vida privada e pública. Nos anos de 1950 os meios de comunicação vigentes e o público em geral já discutiam a ética da inseminação artificial e de transplantes de órgãos que começavam a ser postos em prática.
Além da ética médica incluem-se em seu campo de pesquisa a bioética, a ética do amor, a ética da ciência, a ética econômica ou ética empresarial, a ética do trabalho, a ética ambiental, a ética do futuro, a ética do direito, a ética política, a ética da informação ou infoética, a ética dos meios de comunicação social, a engenharia ética, a ética administrativa, a ética da técnica, a ética social, a ética sexual e a ética animal.